# Eleições municipais em Natal em 1988
As eleições municipais em Natal em 1988 ocorreram em 15 de novembro como parte das eleições municipais em 24 estados brasileiros e nos  territórios federais do Amapá e Roraima. No presente caso foram eleitos a prefeita Wilma Maia, o vice-prefeito Ney Lopes e 21 vereadores.
Natural de Mossoró, a professora Wilma Maia formou-se em Letras na Universidade Federal do Rio Grande do Norte em 1975, instituição onde foi assistente do Departamento de Educação, coordenadora de projetos e convênios da Pró-Reitoria de Planejamento e Coordenação Geral, especializando-se em Sociologia em 1978. Nesse interregno assessorou a secretaria municipal de Educação de Natal na gestão do prefeito Vauban Bezerra. Entre 1973 e 1983 foi a primeira-dama potiguar durante o governo Lavoisier Maia, atuando nas áreas de assistência social e voluntariado, assumindo a secretaria do Trabalho e Bem-Estar Social no governo José Agripino Maia, presidindo também a Fundação Estadual do Trabalho e Ação Comunitária e o Conselho Estadual de Menores. Filiada ao PDS, perdeu a prefeitura de Natal para Garibaldi Alves Filho em 1985, no entanto elegeu-se deputada federal em 1986. Durante o mandato, alinhou-se à esquerda, ingressou no PDT e foi signatária da Constituição de 1988, ano em que sagrou-se prefeita de Natal ao derrotar Henrique Eduardo Alves.
Nascido em Natal, o jornalista Ney Lopes estreou na imprensa potiguar em 1958, trabalhando em órgãos como: Tribuna do Norte, A Ordem e RN Econômico, além de ir trabalhar no Recife para o Jornal do Commercio, colaborar com a revista O Cruzeiro e ser correspondente do Diario de Pernambuco e da Folha de S.Paulo. Professor do ensino primário e do ensino médio em Natal, atuou como promotor de justiça em Ceará-Mirim em 1964 e foi assistente jurídico no Serviço Social do Comércio na capital potiguar. De volta ao Recife em 1966, trabalhou à Superintendência do Desenvolvimento do Nordeste e formou-se advogado na Universidade Federal do Rio Grande do Norte em 1967, onde lecionaria. Presidente da Associação dos Funcionários Públicos do Rio Grande do Norte, serviu ao governador Cortez Pereira como chefe da Casa Civil, secretário de Governo, secretário de Justiça, e diretor administrativo da Companhia Energética do Rio Grande do Norte.
Eleito deputado federal via ARENA em 1974, teve o mandato cassado pelo presidente Ernesto Geisel através do Ato Institucional Número Cinco em 4 de agosto de 1976, mas recuperou seus direitos políticos em 1979, graças à Lei da Anistia. Primeiro suplente do senador Carlos Alberto pelo PDS em 1982 e primeiro suplente de deputado federal via PFL em 1986, foi efetivado em 12 de novembro de 1988, no lugar de Jessé Freire Filho. Três dias depois foi eleito vice-prefeito de Natal, cargo que pôde acumular com o de deputado federal.

## Resultado da eleição para prefeito
Foram apurados 199.777 votos nominais (88,60%), 14.688 votos em branco (6,51%) e 11.021 votos nulos (4,89%) resultando no comparecimento de 225.486 eleitores.
| Wilma Maia PDT              | Ney Lopes PFL             | 12 | Oposição Unida (PDT, PFL, PDS, PSD, PCB)         | 93.728 | 46,92% |
| Henrique Eduardo Alves PMDB | José Bezerra Marinho PMDB | 15 | Campanha Popular de Natal (PMDB, PTR, PDC)       | 86.808 | 43,45% |
| Waldson Pinheiro PSB        | Hugo Manso PT             | 40 | Frente Popular de Natal (PSB, PT, PV, PH, PCdoB) | 13.493 | 6,75%  |
| Marcos Formiga PL           | Felinto Rodrigues PTB     | 22 | Aliança Liberal Trabalhista (PL,PTB,PTN)         | 5.748  | 2,88%  |
| Fontes:                     |                           |    |                                                  |        |        |

## Resultado da eleição para vereador
| Vereadores de Natal     | Partido | Votação |
| ----------------------- | ------- | ------- |
| Ana Catarina Alves      | PTR     | 8.151   |
| Urubatan Maia           | PMDB    | 3.441   |
| Fernando Mineiro        | PT      | 2.897   |
| Marcílio Carrilho       | PFL     | 2.444   |
| Leôncio Queiroz         | PL      | 2.320   |
| Enildo Maia             | PMDB    | 2.237   |
| Bernardo Gama           | PMDB    | 2.120   |
| Edmilson Lima           | PMDB    | 2.063   |
| Antônio Jácome          | PMDB    | 1.990   |
| Wober Pinheiro Júnior   | PMDB    | 1.937   |
| Sid Marques             | PL      | 1.922   |
| Tony Edson              | PDS     | 1.864   |
| Clóvis Varela           | PMDB    | 1.749   |
| Verônica Nogueira       | PDT     | 1.744   |
| Dickson Nasser          | PFL     | 1.743   |
| Lindalva Maia           | PDS     | 1.651   |
| Walter Pinheiro Barbosa | PMDB    | 1.638   |
| Aluizio Machado         | PL      | 1.542   |
| Gilda Medeiros          | PFL     | 1.539   |
| Nelson Newton           | PDS     | 1.517   |
| Pio Marinheiro          | PL      | 1.157   |
| Fontes:                 |         |         |